# البيرة (منبج)
البيرة قرية سوريّة تتبع إداريّاً لمحافظة حلب منطقة منبج ناحية أبو كهف، بلغ تعداد سكانها 1800نسمة حسب التعداد السكاني لعام 2010 وتبعد عن منطقة منبج 22 كم بإتجاه الجنوب ينحدر سكانها من عشيرة البطوش (البكري) وتعد هذه العشيرة من العشائر الكبيرة والعريقة في سوريا والعراق
وسميت بالبيرة نسبة لعدة آبار قديمة مرتبطة ببعضها بقنوات تحت الأرض حيث أنها تعود لزمن قديم يعمل اهلها بالزراعة وتربية المواشي وتعتمد في معيشتها على اموال المغتربين من ابنائها تشتهر بشجر الرمان والزيتون ومن جديد العنب وفيها مدرسة ابتدائية واعدادية وفيها جامعين جامع أهل الخير وجامع المناع ومحطة البيرة للحاج زكي